# Crawfurdia angustata
Crawfurdia angustata är en gentianaväxtart som beskrevs av Charles Baron Clarke. Crawfurdia angustata ingår i släktet Crawfurdia och familjen gentianaväxter. Inga underarter finns listade i Catalogue of Life.